# Pierre de Nolhac

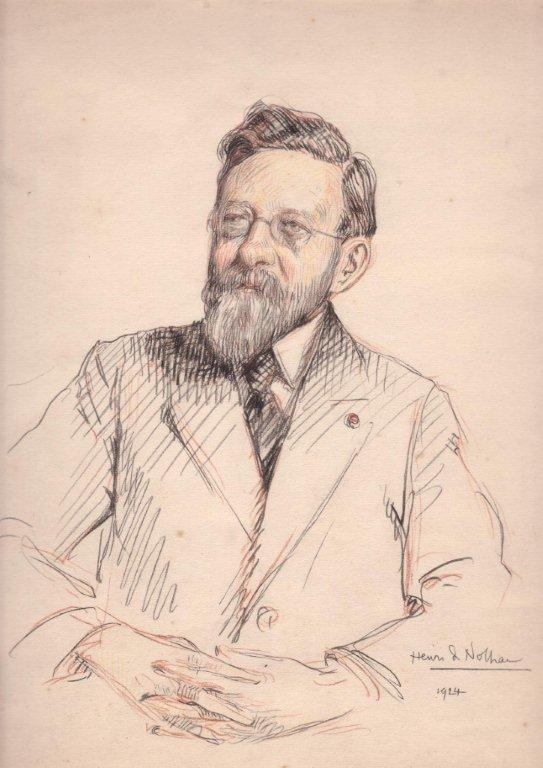
Pierre de Nolhac gezeichnet von seinem Sohn Henri de Nolhac, 1924

Pierre de Nolhac  (* 15. Dezember 1859 in Ambert; † 31. Januar 1936 in Paris) war ein französischer Autor, Dichter, Historiker, Kunsthistoriker, Romanist, Italianist und Literaturwissenschaftler.

## Leben und Werk
Nach seinem Studium ging Nolhac von 1882 bis 1885 an die École française de Rome. Er lehrte ab 1886 an der École pratique des hautes études. Ab 1887 arbeitete er am Museum Schloss Versailles, von 1892 bis 1920 als Konservator. Er habilitierte sich 1892 mit den beiden Thèses Pétrarque et l'Humanisme. D'après un essai de restitution de sa bibliothèque (Paris 1892, 2 Bde., 1907, 1965) und De Patrum et medii aevi scriptorum codicibus in Bibliotheca Petrarcae olim collectis (Paris 1892). 1922 wurde er in die Académie française gewählt.
Nolhac gab mit Léon Dorez die Reihe Bibliothèque littéraire de la Renaissance (1898–1908) heraus.
Nolhac war Kommandeur der Ehrenlegion.

## Weitere Werke

### Geschichte
- La Reine Marie-Antoinette, Paris 1890 und öfter
- (mit Angelo Solerti) Il viaggio in Italia di Enrico III, re di Francia, Turin 1890
- La Dauphine Marie-Antoinette, Paris 1896, 1898 (englisch London 1897)
- Louis XV et Marie Leszczynska, Paris 1900, 1928
- Louis XV et Madame de Pompadour, Paris 1903, 1928
- Madame de Pompadour et la politique, Paris 1928
- Autour de la reine, Paris 1929
- Pages auvergnates, Paris 1931
- Marie-Antoinette à Versailles, Paris 1932
- Louis XV à Versailles, Paris 1934

### Kunstgeschichte

#### Versailles
- Le Château de Versailles au temps de Marie-Antoinette 1770-1789, Versailles 1889
- (mit André Pératé) Le musée national de Versailles. Description du château et des collections, Paris 1896
- Le château de Versailles sous Louis XV. Recherches sur l'histoire de la Cour et sur les travaux des bâtiments du roi, Paris 1898
- La Création de Versailles, Paris 1901
- Versailles et Trianon, Paris 1909
- Histoire du château de Versailles. Versailles sous Louis XIV, 2 Bde., Paris 1911
- Les jardins de Versailles, Paris 1913, 1924
- Le Trianon de Marie-Antoinette, Paris 1914
- Versailles au XVIIIe siècle, Paris 1918
- Versailles inconnu, Paris 1925
- L'Art à Versailles, Paris 1930

#### Malermonografien
- Jean-Marc Nattier. Peintre de la cour de Louis XV, Paris 1905
- Jean-Honoré Fragonard 1732-1806, Paris 1906
- François Boucher. Premier peintre du Roi 1703-1770, Paris 1907
- Madame Vigée Le Brun. Peintre de la reine Marie-Antoinette 1755-1842, Paris 1908
- Hubert Robert 1733-1808, Paris 1910
- La Vie et l’œuvre de Maurice Quentin de Latour, Paris 1930

#### Weitere Kunstgeschichte
- Le Virgile du Vatican et ses peintures, Paris 1897
- Peintres français en Italie, Paris 1934
- Portraits du XVIIIe siècle. La Douceur de vivre, Paris 1935

### Romanistik
- (Hrsg.) Lettres de Joachim Du Bellay, Paris 1883, Genf 1974
- Les Collections d'antiquités de Fulvio Orsini, Rom 1884
- La bibliothèque de Fulvio Orsini. Contributions à l'histoire des collections d'Italie et à l'étude de la Renaissance, Paris 1887, Genf 1976
- Les Correspondants d'Alde Manuce. Matériaux nouveaux d'histoire littéraire (1483-1514), Rom 1888
- Érasme en Italie. Etude sur un épisode de la Renaissance, Paris 1888, 1898, Sala Bolognese 1988
- Piero Vettori et Carlo Sigonio. Correspondance avec Fulvio Orsini, Rom 1889, 1899
- Le De viris illustribus de Pétrarque, Paris 1890
- Petrarch and the Ancient World, Boston 1907
- Le dernier amour de Ronsard, Paris 1914
- Ronsard et l'Humanisme, Paris 1921
- (Mitarbeiter) Histoire de la littérature française illustrée, hrsg. von Joseph Bédier und Paul Hazard, 2 Bde., Paris 1923–1924
- (Hrsg.) Poésies choisies de Ronsard, Paris 1924
- Érasme et l'Italie, Paris 1925
- La Vie amoureuse de Pierre Ronsard, Paris 1926

### Eigene Dichtung und Prosa
- Paysages d’Auvergne, Paris 1888
- Paysages de France et d'Italie, Paris 1894
- Poèmes de France et d’Italie, Paris 1904, 1923, 1925
- Souvenirs d'un vieux romain, Paris 1922, 1930
- Le Testament d’un Latin, Paris 1928
- Contes philosophiques, Paris 1932
- Le Rameau d'or, Paris 1933
- Le Stanze dell' inverno, ed altre liriche, übers. von Lionello Fiumi, Bari 1938